# Pryzma akrecyjna
Pryzma akrecyjna (kompleks subdukcyjny) – struktura geologiczna powstająca przed strefami subdukcji, gdzie gromadzi się materiał skalny zdarty z zanurzającej się płyty tektonicznej. W niektórych strefach subdukcji pryzmy nie powstają w ogóle, w pozostałych przyjmują różne kształty, przez co samo określenie odnosi się raczej do genezy niż do morfologii tej struktury.

## Wstęp
Zgodnie ze współczesną wersją tektoniki płyt, powstające w grzbietach śródoceanicznych płyty litosferyczne powracają do płaszcza ziemskiego w strefach subdukcji. W strefach tych jedna płyta – płyta dolna – podsuwa się pod drugą płytę - płytę górną. Ponieważ płyta dolna jest jednocześnie dnem oceanicznym, na jej powierzchnię mogą trafić znaczne nawet ilości osadów typu oceanicznego lub osadów terygenicznych pochodzących z okolicznych lądów. Płyta górna działa więc jak dłuto lub szufla, zbierając swoją krawędzią z powierzchni płyty dolnej wierzchnie warstwy jej skał. Gromadzą się one na czubku płyty górnej, a z biegiem czasu mogą być również przesuwane w kierunku łuku wulkanicznego (objaśniająca te zależności przestrzenne ilustracja znajduje się w artykule: Subdukcja). Zebrany w ten sposób materiał skalny określa się właśnie mianem pryzmy akrecyjnej.

## Geneza pryzm akrecyjnych
Aby mogła powstać pryzma akrecyjna, musi zostać spełnionych parę warunków.
Po pierwsze, na płycie dolnej muszą w ogóle znajdować się jakieś osady. W niektórych warunkach klimatycznych i geologicznych powstaje zbyt mała ilość osadów, by mogły one utworzyć dającą się rozpoznać pryzmę: może być to słabo rozwinięte życie oceaniczne (organizmy żywe stanowią w oceanach podstawowe źródło osadów krzemionkowych i wapiennych), brak dużych rzek nanoszących na płytę materiał skalny (piaski, muły, iły) czy wreszcie niewielka odległość strefy rozrostu od strefy subdukcji, która sprawia, że tonąca płyta jest zbyt młoda, by zdążyła zgromadzić znaczącą ilość osadów.
Po drugie, płyty muszą być do siebie przyciśnięte z odpowiednią siłą, co w geologii określa się mianem stopnia zwarcia płyt. Gdy w danej strefie subdukcji stopień zwarcia jest niski, płyta dolna stosunkowo łatwo "prześlizguje się" pod płytą górną, zabierając ze sobą również zalegające na niej osady. Gdy stopień zwarcia jest wysoki, płyta górna agresywnie "wgryza się" w płytę dolną, zabierając z niej czasem wręcz nie tylko skały osadowe, ale i leżące niżej skały magmowe, włączając je w pryzmę akrecyjną. Od czego zaś zależy stopień zwarcia płyt? Z pewnością od stosunku gęstości tych płyt (gdy płyta górna jest stosunkowo lekka, wywiera na płytą dolną mniejszy nacisk) oraz kąta, pod jakim płyta dolna zanurza się w płaszcz (gdy płyta dolna "nurkuje" stromo w głąb płaszcza, stopień jej zwarcia z płytą górną jest mniejszy), ale też i innych czynników o mniejszej wadze, m.in. charakteru wciąganych osadów, ich spoistości i in.
Te i inne czynniki sprawiają, że w konkretnych warunkach tektonicznych pryzmy akrecyjne miewają bardzo indywidualne własności; czasem zdarza się, że w obrębie tej samej strefy subdukcji sąsiadują ze sobą regiony o znacznie różniących się własnościach pryzmy.

## Budowa pryzmy akrecyjnej
Powierzchnia oddzielająca materiał zdzierany z płyty dolnej od tej jej części, która pogrąży się w płaszczu, nazywana jest głównym odkłuciem. Zależnie od stopnia zwarcia płyt główne odkłucie będzie leżeć niżej (silne zwarcie - płyta dolna zdzierana jest "do kości") lub wyżej (słabe zwarcie - płyta górna zbierze tylko "piankę" z płyty dolnej). Materiał leżący powyżej powierzchni odkłucia piętrzy się u czoła płyty górnej, fałdując się w podłużną łuską, leżącą równolegle do powierzchni płyty dolnej. Stopniowo łuska ta jest odsuwana, gdy ciągle narastający materiał skalny piętrzy się w kolejną łuskę - pryzma składa się więc z leżących równolegle płatów zdartych skał, piętrzących się jeden na drugim, przy czym najmłodsze skały znajdują się w bezpośredniej bliskości płaszczyzny odkłucia, a wraz z oddalaniem się od niej wiek skał rośnie.
Samo zdzieranie następuje w wąskiej strefie kontaktu między płytami: kanale subdukcyjnym (ang. subduction channel); im mniejszy jest stopień zwarcia, tym szerszy jest ten kanał i tym bardziej złożone występują w nim zjawiska. W najprostszym przypadku jest to po prostu wąska strefa, w której rozdzielone zostają osady mające utworzyć pryzmę od tych, które trafią do wnętrza Ziemi. Gdy warunki są sprzyjające, kanał subdukcyjny tworzy szeroką jamę, w której następuje mieszanie się upłynnionych osadów, intensywne procesy deformowania skał i metamorfizmu termicznego. Osady przybierają postać półpłynnej masy; część z nich osadza się na spodniej stronie płyty górnej (podklejanie pryzmy, ang. underplating), część migruje w głębsze rejony strefy granicznej i powraca w zmienionej pod wpływem temperatury i ciśnienia formie, część wreszcie zostaje zrzucona bezpośrednio na pryzmę akrecyjną.

## Inne zjawiska
Płyta litosferyczna pogrążająca się w strefie subdukcji poddana jest różnorakim napięciom, przede wszystkim przeginanie się jej w kierunku wnętrza ziemi powoduje rozciąganie powierzchni i powstawanie licznych zrębów i rowów. W tych drugich gromadzą się szczególnie duże ilości osadów, co ułatwia ich pochłonięcie w strefach subdukcji. Popękana powierzchnia dna oceanicznego jest więc czynnikiem utrudniającym powstawanie wyraźnych pryzm akrecyjnych.
Region leżący między pryzmą akrecyjną a łukiem wulkanicznym nosi miano basenu przedłukowego; gromadzą się w nim sedymenty pochodzące z obu tych wypiętrzeń - skały wulkanoklastyczne łuku oraz drobniejsze skały okruchowe powstałe z erozji materiału pryzmy akrecyjnej. Wewnątrz samej pryzmy mogą też występować pierwotne lub wtórne obniżenia, będące ośrodkiem osadzania się drobnego materiału klastycznego - baseny akrecyjne.